# پردیس سینما برفی
پردیس سینما برفی یک پردیس سینمایی در مشهد، ایران است.
این پردیس سینمایی که در بلوار جانباز قرار دارد، در بهمن ۱۴۰۰ با ۶ سالن سینما با ظرفیت ۳۶۸ صندلی افتتاح شده‌است.